# ثران يحمين
ثران يحمين (حكم. 324–375) كان ملكًا (تُبعًا) من مملكة حمير (في اليمن الحديثة)، وكان الملك الثاني للسلالة الجديدة التي أسسها والده ذمار علي يهابر. كان حكمه طويلًا بشكل غير عادي، في حدود الخمسين إلى خمسة وخمسين عامًا، ويبدو أن ابنه، ملقراب يحمين ، قد اعتلى العرش في سن متقدمة.
اقترح إيفونا غايدا أن أقدم نقش توحيدي معروف في حمير (YM 1950)، والذي يرجع تاريخه إلى عام 363 أو 373، وبالتالي يأتي من عهده. وفي الآونة الأخيرة، حدد كريستيان جوليان روبن نقشًا توحيديًا أقدم من عهده يعود تاريخه إلى ما قبل عام 355.
يذكر المؤرخون البيزنطيون بشكل أكثر وضوحًا عن التحول إلى اليهودية في عهد ابنه وخليفته، ملقراب يحمين.
وهو معروف لدى التراثي اليمني في العصر الإسلامي الحسن الهمذاني باسم ينعم التراني، وقد صوَّره في مُصنَّفه على أنه مؤسس السلالة الحاكمة. ويعرفه أيضًا محمد بن حبيب البغدادي باسم بران يوحان في كتابه المحبر.

## النقوش
يُعرف ثران يحمين من خلال النقوش التالية (على الرغم من أنه ليس مؤلفًا لأي منها):
- مصنّعة ماريا 1
  - يذكر هذا النقش ثران باعتباره الحاكم الوحيد، على الرغم من أنه من الممكن أن يكون لديه حاكم مشارك.
- عبدان 1
  - تخلد الإنجازات العسكرية لعائلة بارزة من شرق اليمن والتي تحققت على مدى ثلاثة أجيال.
- ي م 1950
  - يقدم هذا النقش دليلًا على أن بعض المسؤولين رفيعي المستوى كانوا بالفعل يعتنقون التوحيد. يُستدعى الملك هنا بأكثر من اسم، لذا فمن المرجح أن يعود تاريخ هذا النقش إلى الجزء الأخير من عهد ثران.
- جا 669
- جيه ايه 670
- JA 671 + 788
- دي إتش إم 201
- دي إتش إم 204
- MQ مينكاث 1
- خلدون بالاس 1.

## طالع أيضًا
- قسطنطيوس الثاني
- ذو نواس
- اليهودية في شبه الجزيرة العربية قبل الإسلام

### الاستشهادات
1. 1 2 3  Robin 2012، صفحة 264–265.
2. ↑  Gajda 2002.
3. ↑  Nebes, Norbert (2008). "Die Märtyrer von Nagrān und das Ende der Ḥimyar. Zur politischen Geschichte Südarabiens im frühen sechsten Jahrhundert". Aethiopica (بالألمانية). 11: 17, n. 45. DOI:10.15460/aethiopica.11.1.141. ISSN:2194-4024. Archived from the original on 2024-08-29.
4. ↑  Hughes 2020، صفحة 26–29.